# John Strugnell
John Strugnell (25 mai 1930, Barnet, Hertfordshire, Angleterre - 30 novembre 2007, Boston, Massachusetts, États-Unis) devient à 23 ans le plus jeune membre de l'équipe d'universitaires dirigée par Roland de Vaux et formée en 1954 pour éditer les manuscrits de la mer Morte à Jérusalem.
Strugnell étudie les langues orientales au Jesus College d'Oxford lorsque Sir Godfrey Rolles Driver, maître de conférences en philologie sémitique, le nomme pour rejoindre l'équipe éditoriale des manuscrits.
Bien que Strugnell n'a aucune expérience préalable en paléographie, il apprend très vite à lire les rouleaux. Il est impliqué dans le projet des Manuscrits de la mer Morte pendant plus de 40 ans.

## Début de carrière
Strugnell fait ses études à la St. Paul's School, à Londres. Il obtient une double première en lettres classiques et sémitiques à l'université d'Oxford mais ne termine jamais sa thèse et n'a qu'une maîtrise.
Bien qu'il n'a pas terminé son doctorat, Strugnell obtient un poste à l'institut oriental de Chicago en 1956-1957, où il rencontre sa future épouse, Cécile Pierlot, dont le père a été premier ministre de Belgique pendant la Seconde Guerre mondiale. De 1960 à 1967, il s'éloigne à nouveau de ses parchemins, à l'université Duke, mais il revient l'été pour poursuivre ses efforts à Jérusalem.
Toujours sans doctorat, Strugnell est de 1966 à 1991 professeur d'origines chrétiennes à Harvard. Il succède à Pierre Benoit comme rédacteur en chef des parchemins en 1984, poste qu'il occupe jusqu'en 1990. Il est alors chargé d'amener Elisha Qimron et Emanuel Tov à travailler sur les rouleaux et brise l'exclusion de longue date des universitaires israéliens. Dans le même temps, il empêche Theodor Gaster et Robert Eisenman d'avoir accès aux rouleaux, situation, qui est corrigée lorsque Strugnell est démis de ses fonctions. et les rouleaux (comme ceux de la bibliothèque Huntington, en Californie) sont ouverts à la communauté scientifique pour la première fois,.

## Éditeur en chef

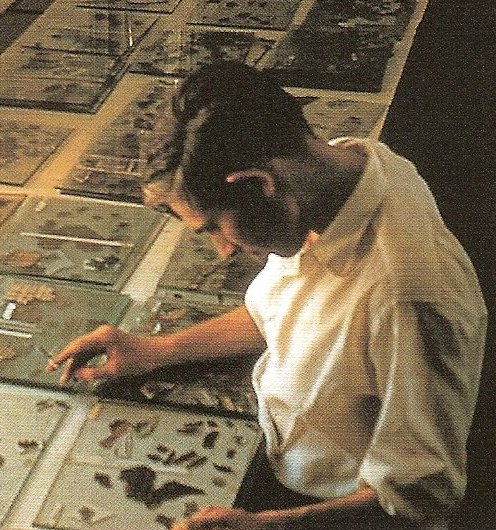
Strugnell travaillant dans le 'Scrollery'

Sa production d'éditions de textes n'est pas importante, mais elles sont toutes exceptionnellement importantes : notamment The Angelic Liturgy, publié plus tard sous le titre Songs of the Sabbath Sacrifices (Shirot 'olat ha-Shabbat), et An Unpublished halakhic Letter from Qumran, plus tard connu sous le nom de MMT [ou 4QMMT] de l'hébreu (Miqtsat Ma'asei ha-Torah). Le dernier texte est édité avec Elisha Qimron, qui fait une grande partie du travail. Les textes contribuent à enrichir les connaissances scientifiques sur le culte des auteurs des manuscrits de la mer Morte.
Néanmoins, il travaille lentement, et les temps ont changé. Alors qu'il était autrefois acceptable de garder les rouleaux protégés, c'est ensuite considéré comme un abus. Pendant de nombreuses années, les chercheurs ont accepté la restriction d'accès aux textes inédits et la lenteur de la publication des textes. Cela change sous la direction de Strugnell puisqu'il y a un mouvement croissant d'érudits demandant l'accès aux manuscrits. Un seul volume est produit sous sa direction générale, The Greek Minor Prophets Scroll from Nahal Hever par Emanuel Tov.

## Controverse sur l'interview dansHaaretz
En 1990, Strugnell accorde une interview à Haaretz dans laquelle il déclare que le judaïsme est une "horrible religion" et "ne devrait pas exister". Il déclare également que le judaïsme est "une hérésie chrétienne, et nous traitons nos hérétiques de différentes manières. Vous êtes un phénomène que nous n'avons pas réussi à convertir — et nous aurions dû y parvenir".
Il y a une condamnation immédiate de ses commentaires, notamment un éditorial dans le New York Times. À la suite de l'interview, Strugnell est contraint de prendre une retraite anticipée pour des raisons médicales à Harvard et il est finalement démis de ses fonctions éditoriales sur le projet de parchemins, l'Autorité des antiquités cite la détérioration de sa santé comme raison de son départ.
Strugnell déclare plus tard qu'il souffrait d'alcoolisme induit par le stress et de dépression maniaque lorsqu'il a accordé l'interview. Il insiste sur le fait que ses propos ont été sortis de leur contexte et qu'il ne voulait dire "horrible" qu'au sens miltonien de "déploré dans l'antiquité". Dans une interview de 2007 dans Biblical Archaeology Review, Frank Moore Cross déclare qu'en dépit des commentaires de Strugnell, qui sont basés sur un argument théologique des premiers pères de l'Église selon lequel le Christianisme a remplacé le Judaïsme, Strugnell avait des relations très amicales avec un certain nombre d'érudits juifs, dont certains ont signé une lettre de soutien qui est publiée dans le Chicago Tribune, 4 janvier 1991.

## Conséquences
Strugnell est de plus en plus critiqué pour sa lenteur dans la publication des rouleaux et son refus de donner aux chercheurs un accès gratuit aux rouleaux non publiés. Sa destitution de son poste éditorial met fin au blocus de plus de trois décennies que lui et d'autres universitaires formés à Harvard, tels que Eugene Ulrich, ont maintenu pour empêcher d'autres universitaires d'accéder aux rouleaux.
Le blocage sur la publication des rouleaux effectué par Strugnell et d'autres membres de la communauté universitaire de Harvard est brisé par les efforts combinés de Hershel Shanks de la Biblical Archaeology Review (qui a personnellement mené une campagne de 15 ans pour publier les rouleaux) et Ben Zion Wacholder du Hebrew Union College, avec son étudiant, Martin Abegg, qui publie le premier fac-similé des rouleaux supprimés en 1991. Strugnell insiste sur le fait qu'il a essayé de publier les parchemins aussi rapidement qu'il le pouvait mais que son équipe était le facteur limitant.
Au moment de sa mort, il est professeur émérite à la Harvard Divinity School.

## Bibliothèque Strugnell
En 2003, le City Seminary de Sacramento acquiert la bibliothèque de Strugnell de plus de 4 000 volumes, notamment des textes sur l'hébreu, l'araméen, le syriaque, l'éthiopien, le grec et le latin ; de grandes sections sur les études classiques, la patristique (écrits de l'Église primitive), la littérature apocryphe et pseudépigraphique (faussement attribuée); et des livres sur le judaïsme, le christianisme, la Bible hébraïque et les études du Nouveau Testament. L'élément majeur de la collection est sa copie personnelle de la concordance des manuscrits de la mer Morte.